# PZ Cussons
PZ Cussons plc. ist ein britisches Unternehmen mit Sitz in Manchester. Es ist ein bedeutender Hersteller von Produkten für die persönliche Gesundheitsfürsorge und Konsumgütern. Die Hauptmarken im Bereich Hygiene sind Imperial Leather sowie Original Source und Carex. Es werden auch Konsumgüter wie Kühlschränke, Gefrierschränke und Klimaanlagen hergestellt. Das Unternehmen ist weltweit tätig, insbesondere in Ländern in Afrika und im Commonwealth. Nigeria ist der bedeutendste Markt und hatte im Jahr 2023 einen Anteil am Umsatz von ca. 34 %, noch vor dem Vereinigten Königreich mit ca. 27 %.
Das Unternehmen ist an der Londoner Börse gelistet und Teil des FTSE 250 Index.

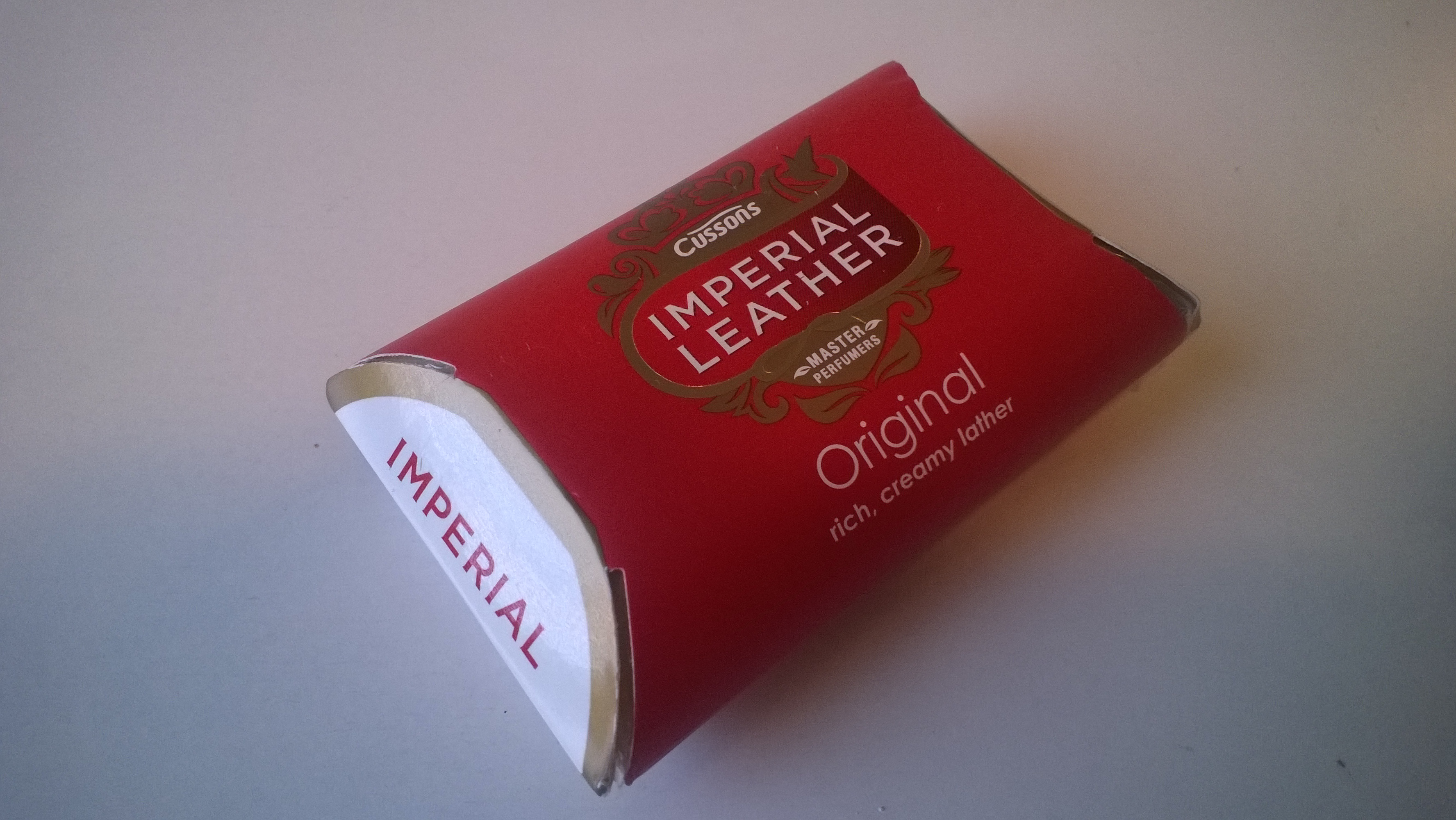
Seife der Marke Imperial Leather

## Geschichte
Das Unternehmen wurde 1884 von George Zochonis und George Paterson als Warenhandelsunternehmen in Sierra Leone unter dem Namen Paterson Zochonis (PZ) gegründet. Noch vor dem Ende des 19. Jahrhunderts dehnte es seine Aktivitäten auf das Gebiet des heutigen Nigeria aus.  Paterson Zochonis expandierte zwischen 1929 und 1951 unter Constantine Zochonis erheblich durch den Erwerb von Fabriken und Gründung von Niederlassungen in Ghana  und Kenia. 1948 übernahm PZ einen nigerianischen Seifenhersteller.
Ab 1951 übernahm Alexander Loupos, Cousin von Constantine Zochonis, den Vorsitz der PZ. 1953 wurde der Börsengang an der Londoner Börse unter dem Namen Paterson, Zochonis & Company durchgeführt. In den 1960er Jahren expandierte PZ in weitere Länder in Afrika und stellte Seifen und anderen Toiletten- und Haarpflegeprodukten her.
Das Unternehmen erwarb 1975 die Cussons Group von der Familie Cussons. Es wurden Fabriken 1986 und 1988 in Thailand und Indonesien gegründet.
Das Unternehmen kaufte 1993 das staatliche Unternehmen Pollena Wroclaw in Polen, zwei Jahre später folgte Pollena Uroda. Im Jahr 1995 wurde PZ Cussons India gegründet. Diese Tochtergesellschaft lieferte Seifen und Talkum für den indischen, sri-lankischen, nepalesischen und bangladeschischen Markt. 1997 gründete PZ in Dubai eine neue Tochtergesellschaft für den Vertrieb im Nahen Osten. 1988 folgte eine Tochtergesellschaft in Malaysia, die den Vertrieb für Malaysia und Singapur übernahm.
2002 wurde Paterson Zochonis plc in PZ Cussons plc umbenannt. PZ Cussons schloss im Februar 2005 seine Fabrik in Nottingham und verlagerte den Betrieb nach Thailand.